# Роджер I де Моубрей

Герб дома де Монбрей

Ро́джер д’Обиньи́ или Ро́джер де Мо́нбрей (англ. Roger d'Aubigny, Roger de Montbrey; ок. 1120 — ок. 1188) — англонормандский рыцарь, двоюродный брат Уильяма д’Обиньи, 1-го графа Арундел, участник гражданской войны в Англии 1135—1154 гг., мятежа сыновей Генриха II 1173—1174 и крестовых походов в Палестину, основатель английского дворянского рода де Моубрей, впоследствии — графов и герцогов Норфолк.

## Биография
Роджер был сыном Найджела д’Обиньи (ум. 1129), близкого соратника короля Генриха I и младшего внука Вильгельма де Альбини, участника нормандского завоевания Англии. Найджел был женат первым браком на Матильде де Лэгль, вдове Роберта де Монбрея, графа Нортумбрии, и получил значительную часть владений Роберта после их конфискации в 1095 году. Матильда, однако, оказалась бездетной. После развода Найджел женился на Гундраде де Гурне, которая и стала матерью Роджера.
После смерти отца Роджер унаследовал обширные земли дома де Монбреев: более двухсот маноров в Средней Англии и Йоркшире, а также сеньорию Монбрей в Нижней Нормандии. По специальному разрешению короля Роджер принял фамилию де Монбрей, став таким образом основателем нового дворянского рода де Монбреев (позднее произношение названия семьи изменилось на Моубрей), представители которого играли ведущие роли в политической жизни Англии в XIII—XIV веках. Главными центрами владений Роджера де Монбрея являлись замки Аксхольм в Линкольншире и Тирск в Йоркшире.
Роджер активно покровительствовал церкви. Известно о его земельных пожалованиях североанглийским монастырям Кальдер, Биланд, Фаунтинс и Риво, а в 1145 году он основал аббатство в Ньюбурге. В Нормандии Роджер передал свои земли в Гранвиле Канскому женскому монастырю.
В гражданской войне 1135—1154 годов между партиями Стефана Блуаского и императрицы Матильды Роджер де Монбрей принял сторону короля Стефана. В 1138 году он участвовал в «битве Штандартов», а в 1141 году в сражении при Линкольне вместе с королём попал в плен. Позднее Роджер перебрался в Нормандию, где пытался отстоять свои права на город Байё. В 1146 году, по призыву Людовика VII, он присоединился к крестовому походу в Палестину. По легенде, его помощь госпитальерам в Святой земле была настолько велика, что члены этого ордена позднее свидетельствовали, что больше, чем всем другим рыцарям, кроме короля, их орден обязан Моубреям.
После вступления на английский престол в 1154 году Генриха II, сына императрицы Матильды, Роджер де Монбрей сохранил свои владения. Однако весной 1174 года он примкнул к мятежу сыновей Генриха II, поддержанному частью английской аристократии. Роджер укрепил свои замки в Аксхольме и Йоркшире, отрезав подступы к Северной Англии, куда вторглись шотландские войска. Но королевская армия под командованием Жоффруа, епископа Линкольна, принудила Аксхольм к капитуляции, а затем захватила и разрушила остальные крепости Роджера. Монбрей бежал в Шотландию. Однако шотландский король Вильгельм Лев под Алником попал в плен к англичанам. Вскоре были подавлены последние очаги восстания. После ликвидации мятежа Генрих II объявил об амнистии его участникам. Роджер вернулся в Англию и получил обратно свои владения, но был вынужден полностью разрушить свои замки, что и было произведено в 1176 году.
В 1186 году Роджер де Монбрей вновь отправился в Палестину, где поступил на службу к королю Иерусалима Ги де Лузиньяну. Он участвовал в Хаттинском сражении 3 июля 1187 года и был пленён вместе с королём. В следующем году Роджер был выкуплен тамплиерами, но вскоре скончался. Место его захоронения однозначно не установлено: по легенде его похоронили в Тире, по другим сведениям — в Суре. Некоторые источники, однако, утверждают, что Роджер вернулся в Англию, прожил ещё около пятнадцати лет, а после смерти был погребён в аббатстве Биланд.

## Брак и дети
Роджер д’Обиньи был женат на Алисе де Гант, дочери Вальтера де Ганта и Матильды Бретонской и сестре Гилберта де Ганта, графа Линкольна. Их дети:
- Нигель де Моубрей (ум. 1191), участник крестовых походов в Палестину, умер на пути в Акру, женат на некой Мабель, чьё происхождение не установлено. Его старший сын Уильям де Моубрей стал одним из лидеров движения баронов против короля Иоанна Безземельного, приведшего к подписанию «Великой хартии вольностей». От младших сыновей Нигеля происходят боковые ветви рода — шотландские Моубреи из Барнбугля и английские Моубреи из Кирклингтона;
- Роберт де Моубрей (ум. после 1176), сеньори Исби (Йоркшир).